# Bernardo González del Valle
Bernardo González del Valle, conocido como Cachamuíña, nacido en la aldea de Cachamuíña (Pereiro de Aguiar) el 23 de marzo de 1771, y fallecido el 6 de septiembre de 1848, fue un militar gallego, conocido por su papel en la Reconquista de Vigo en 1809 durante la Guerra de la Independencia Española.

## Trayectoria
Era hijo de Ignacio González Cid, capitán del regimiento militar de Orense, y de Juana del Valle y Surribas, heredera de un rico mayorazgo en el pueblo de Trasariz, Cenlle. En 1791 fue designado subteniente de las Milicias Provinciales, tras lo cual se incorporó al regimiento con base en Ferrol. Sus primeras acciones bélicas tuvieron lugar en el ejército del Bidasoa contra los ingleses. Ahí, llevó a cabo varios actos heroicos, por lo que fue ascendido a teniente. En 1800, ya de regreso en Ferrol, se distinguió en la batalla contra los ingleses, por lo que fue ascendido a capitán.
En el inicio de la Guerra de la independencia participó en las batallas de Rioseco, Valmaseda y Espinosa de los Monteros, retirándose después a León con su milicia. Tras contactar con el Marqués de la Romana, tomó el mando sobre las guerrillas de la zona de Orense. Junto con otros soldados dispersos que fue incorporando, su compañía llevó a cabo importantes acciones en Orense y en la comarca del Deza. Tras la Reconquista de Vigo, donde fue herido cuando derribaba la puerta da Gamboa a machetazos, fue designado gobernador de la villa.
En octubre de 1809 el Marqués de la Romana lo designó gobernador de la provincia de Tui. En donde organizó la Legión del Ribeiro, de la que fue comandante con grado de coronel.
En 1811 pidió la jubilación como inválido de guerra, siéndole concedida una pensión mensual de 1 800 reales, si bien no comenzó a cobrar hasta 17 años después, luego de muchas instancias de protesta.
En 1829 cobraba décimos para el obispado de Lugo, y finalmente regresó a su aldea natal. Estaba casado con Josefa Ballesteros Carasa, sobrina del liberal Luís López Ballesteros y de la que el rey Fernando VII estaba enamorado.
Tuvo como única hija a Bernarda Josefa González y Rodríguez de Munín, hija natural que tuvo de joven con Josefa Rodríguez de Prado y Munín, hija de otra de las familias más pudientes de O Pereiro de Aguiar, quien terminaría casando en las tierras de su heredad, Trasariz, con un notario real.
Don Bernardo fallecería en su casa paterna de Cachamuíña en 1848.
En 1932 sus restos mortales fueron trasladados al camposanto vigués de Pereiró.